# Popovický mlýn
Popovický mlýn je roubený patrový vodní mlýn nalézající se na mlýnském náhonu odbočujícím z řeky Bystřice u obce Popovice v okrese Hradec Králové. Roubená budova mlýna je stará asi 200 let. Vodní náhon je rouben vrbovou alejí. U mlýna se nalézá malý Popovický rybník.
Vnitřní mlýnské vybavení se nedochovalo. Mlýn nyní slouží k obytným a rekreačním účelům,
Vedle mlýna roste památný Popovický dub, jehož stáří se odhaduje na více než 600 let.

## Galerie

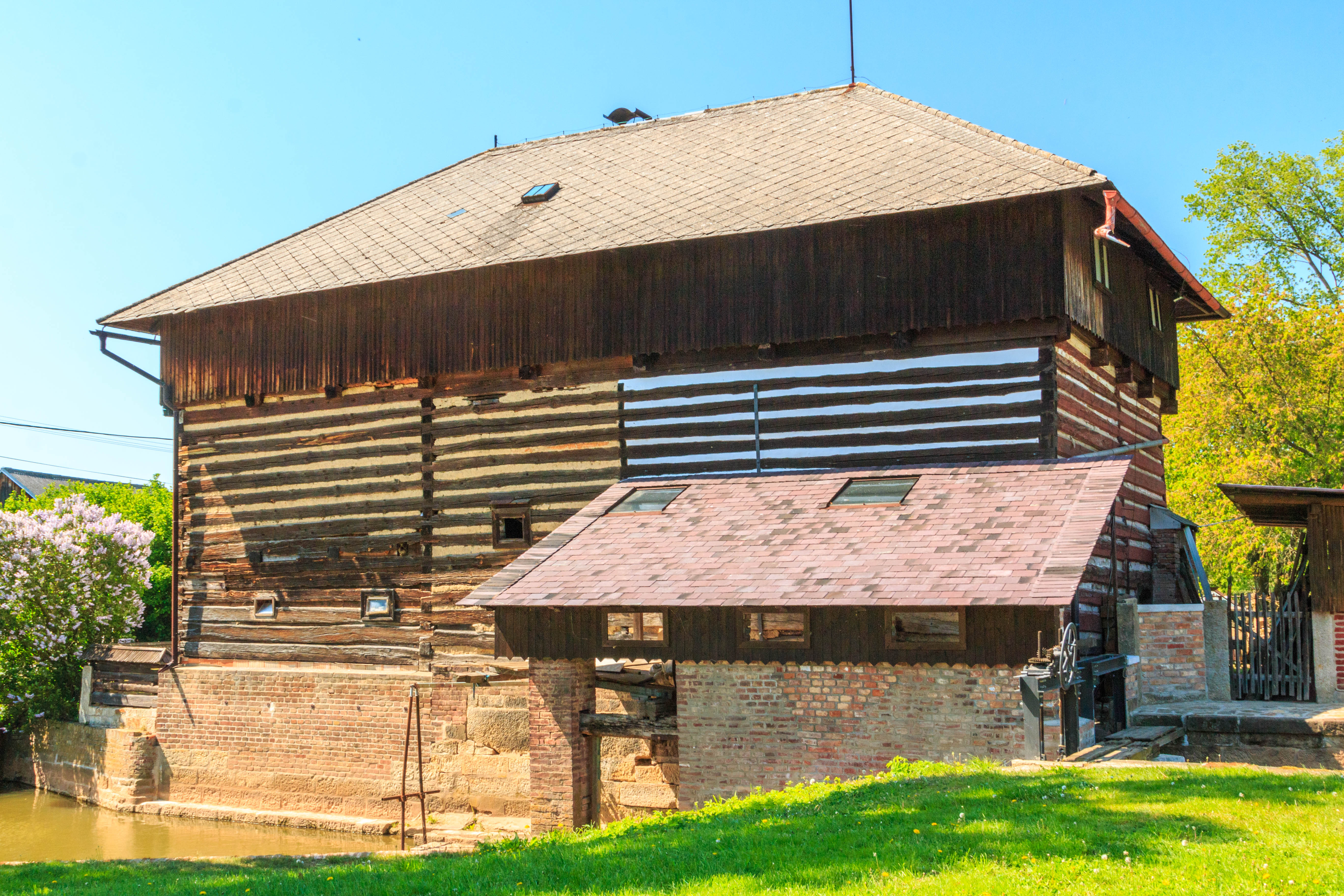
pohled na Popovický mlýn
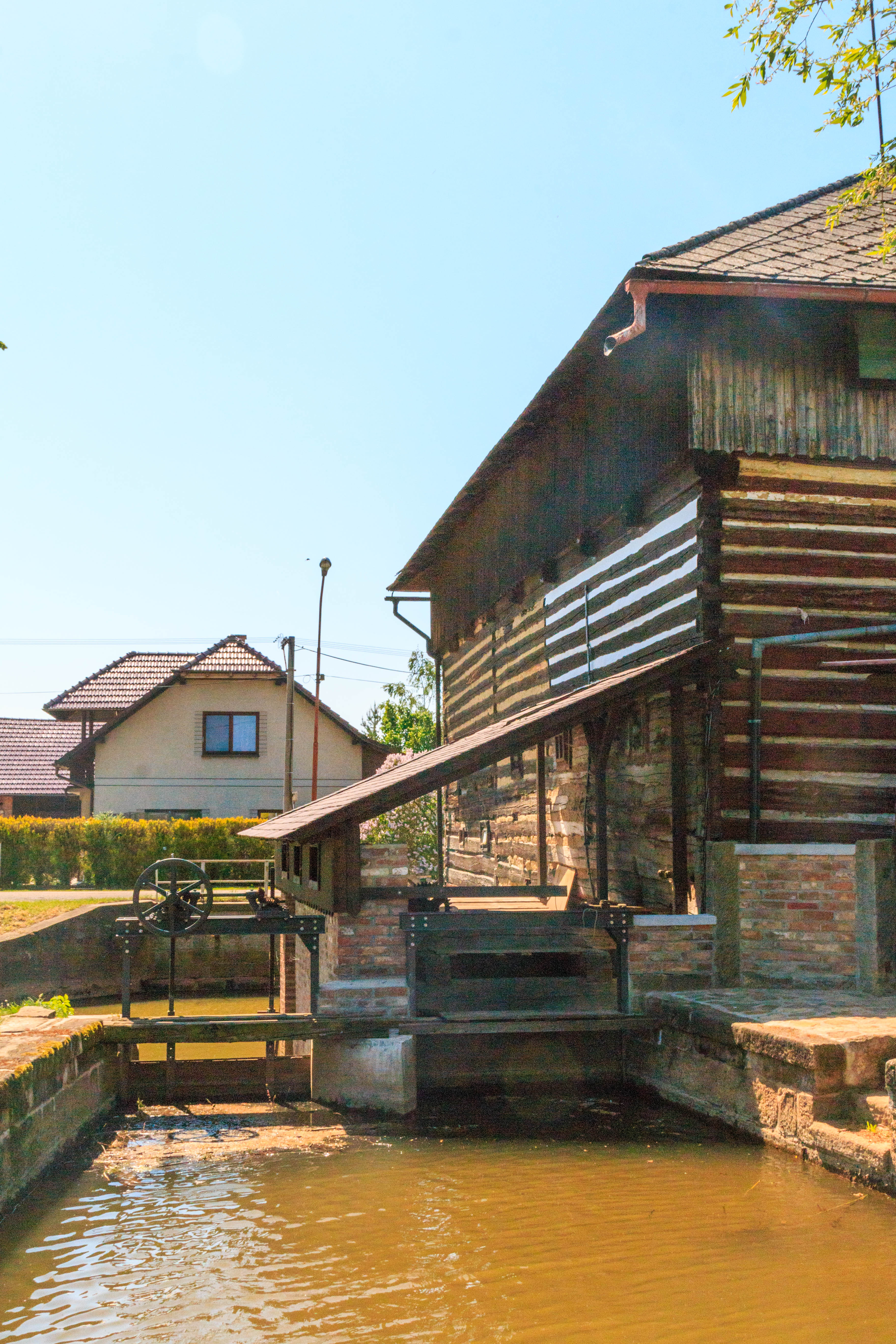
pohled na Popovický mlýn
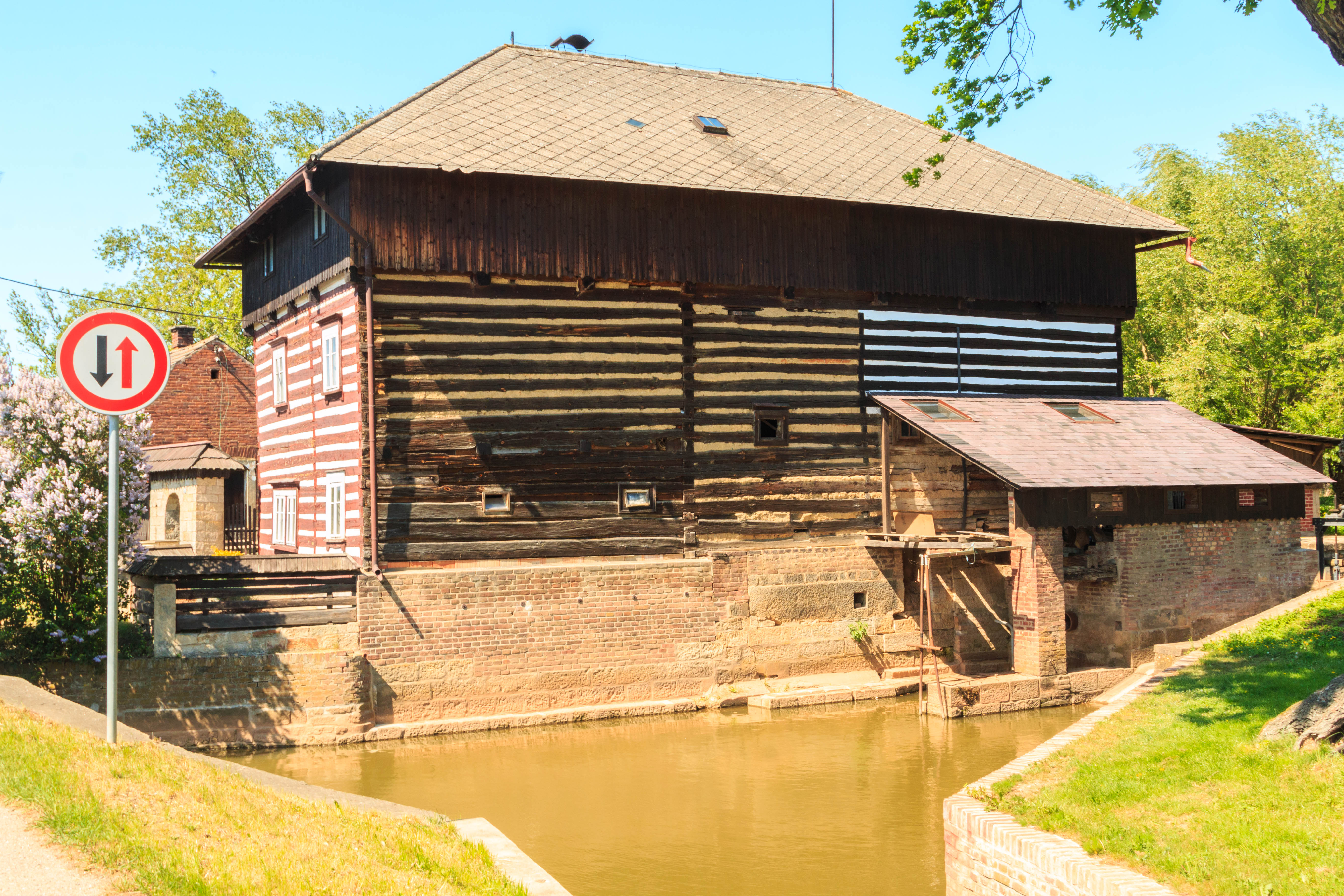
pohled na Popovický mlýn
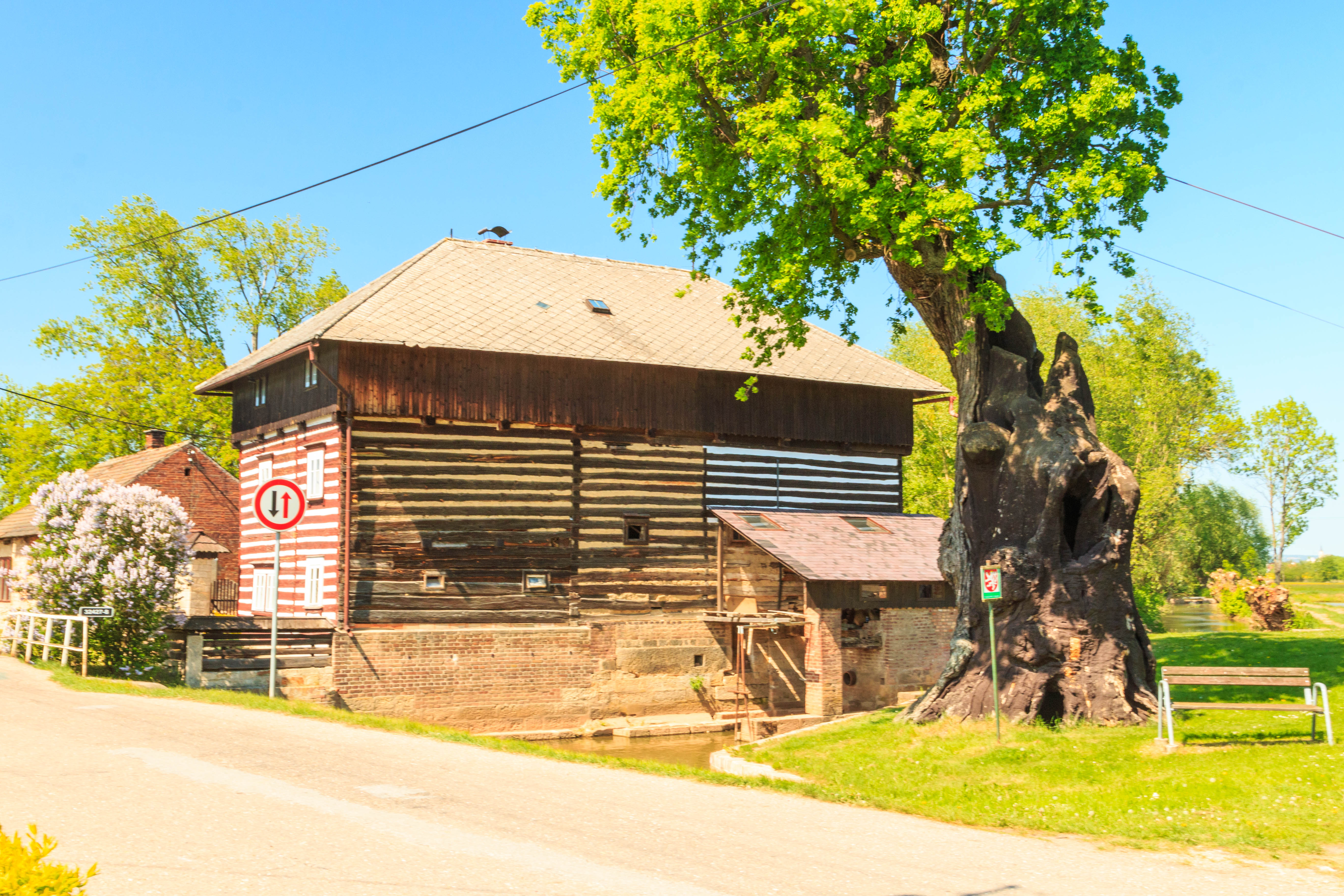
pohled na Popovický mlýn